# Кіліфаревський монастир
Кіліфаревський монастир (болг. Килифаревски манастир Рождество Богородично) — чинний православний монастир у Болгарії, зведений на честь Різдва Пресвятої Богородиці. Розташований у долині річки Белиця за 4 км від міста Кіліфареве, за 12 км від Велико-Тирново.
Монастир було засновано між 1348 та 1350 роками болгарським просвітителем і книжником Феодосієм Тирновським. Він, за підтримки царя Івана Александра, 1360 року створив у монастирі один з найважливіших центрів середньовічної болгарської освіти й літератури — Кіліфаревську школу літератури. В монастирі переписувались та перекладались богослужебні книги, писались часописи, складались збірки житій святих. Насельники монастиря знали праці Фукідіда, Платона, Гомера, Аристотеля. Найвідомішим учеником Кіліфаревської школи став болгарський патріарх Євфимій Тирновський.
Монастирський комплекс був зведений як фортеця, йогооточували укріплені стіни, увнутрішньому дворірозміщуваласьспостережна вежау кілька поверхів. Після турецького завоювання Болгарії його було зруйновано до основи. Кіліфаревський монастир був відновлений 1718 року на новому місці (на сусідньому пагорбі).
1842 року кафолікон монастиря — церква Різдва Богородиці була перебудована в однонефну, квадратну в плані, увінчану куполом. Від старої будівлі було збережено вівтар і два притвори. Внутрішнє убранство храму було завершено 1843 року: церква прикрашена позолоченим різним іконостасом, ікони виконано трявнинськими живописцями. Під час цієї реконструкції в монастирі 1849 року були зведені дві житлові будівлі у стилі Відродження.